# Anasa maculipes
Anasa maculipes är en insektsart som beskrevs av Carl Stål 1862. Anasa maculipes ingår i släktet Anasa och familjen bredkantskinnbaggar. Inga underarter finns listade i Catalogue of Life.